# Flucloxacilline
Flucloxacilline is een smalspectrum-antibioticum uit de groep van penicillines. Het wordt ingezet voor de behandeling van infecties veroorzaakt door bepaalde gram-positieve bacteriën. Het is vooral effectief tegen bètalactamaseproducerende organismen zoals Staphylococcus aureus, die voor de meeste andere antibiotica uit de penicillinegroep ongevoelig zijn. Flucloxacilline lijkt zo veel op dicloxacilline dat de middelen wel als onderling uitwisselbaar worden beschouwd.